# Péter Magyar
Péter Magyar (Budapest, 16 marzo 1981) è un politico, avvocato e attivista ungherese.
Dal 2002 al 2024 ha fatto parte del partito Fidesz; durante la sua militanza è stato uno dei collaboratori più stretti di Viktor Orban. Dal 2006 al 2023 è stato sposato con Judit Varga, ex ministro della giustizia.
Dopo essere fuoriuscito da Fidesz in aperto contrasto ideologico e politico, il 15 marzo 2024 ha annunciato la sua intenzione di fondare un nuovo partito, ponendosi in alternativa all'opposizione parlamentare e Fidesz-KDNP, la coalizione di governo dell'Ungheria. Tale movimento, chiamato Partito del Rispetto e della Libertà di cui è leader, alle consultazioni elettorali europee è risultato essere il secondo partito d'Ungheria ottenendo circa il 31% dei consensi e 7 seggi, venendo lui stesso eletto eurodeputato alle elezioni europee del 2024 e aderendo al PPE.